# Tricoceps scitulus
Tricoceps scitulus är en insektsart som beskrevs av Capener 1972. Tricoceps scitulus ingår i släktet Tricoceps och familjen hornstritar. Inga underarter finns listade i Catalogue of Life.